# Миклашевський Андрій Михайлович (1814—1905)
Андрій Миклашевський (1814, Санкт-Петербург, Російська імперія — 1905, Катеринослав, Російська імперія) — український аристократ з роду стародубівських полковників. Син Михайла Миклашевського, борця за відновлення Гетьманщини.

## Життєпис
Народився у Санкт-Петербурзі 18 серпня 1814. Його батько — український аристократ, таємний радник, сенатор Михайло Миклашевський.
Навчався в Московському благородному пансіоні та школі юнкерів, між иншим разом із поетом Михаїлом Лермонтовим. Закінчивши її 1834, випустився підпрапорщиком у Ізмайловський лейб-гвардійський полк; згодом — прапорщик Єгерського лейб-гвардійського полку.
1842 — звільнений в чині поручика .
Служив у Міністерстві внутрішніх справ: 1851 — колезький асесор; 1855 — колезький радник, Новомосковський повітовий маршалок шляхти; з 1859 — дійсний статський радник, з 1859 по 1862 — Катеринославський губернський маршалок шляхти.
З 1861 — дійсний член Імператорського товариства сільського господарства Південної Росії.
У квітні 1851 одружився з Марією Наковліною.
У шлюбі мав дітей: Михайла (нар. 12 березня 1852) і Анастасію (нар. 15 квітня 1853). Діти були затверджені у шляхетському стані указом Урядового Сенату Департаменту Герольдії 29 січня 1860 за № 1009. Сам же Андрій був затверджений у шляхетському стані в будинку свого батька указом Урядового Сенату від 31 серпня 1856 за № 5474. За визначенням 28 січня 1880 разом з дружиною і дітьми внесений до шостої частини шляхетського родоводу книги по Харківській губернії.
У своїх спогадах (1884) А. Миклашевський ідеалізує роки, проведені в школі юнкерів.
Помер 15 березня 1905 в Катеринославі, де і був похований.